# Ammobates verhoeffi
Ammobates verhoeffi är en biart som beskrevs av Mavromoustakis 1959. Ammobates verhoeffi ingår i släktet Ammobates och familjen långtungebin. Inga underarter finns listade i Catalogue of Life.